# Matteo Guarnaccia
Matteo Guarnaccia (Milano, 19 dicembre 1954 – Milano, 14 maggio 2022) è stato un artista, critico d'arte e viaggiatore italiano.

## Biografia
Fu attivo dagli inizi degli anni Settanta, come agitprop culturale della scena alternativa con la rivista psichedelica "Insekten Sekte", da lui fondata ad Amsterdam e diffusa lungo la "Hippie Trail". Con il suo inconfondibile tratto grafico, collaborò con diverse testate controculturali del periodo,  dall'americana "Berkeley Barb" all'italiana "Fallo!".
Nel 1972 fu il promotore con Angelo Quattrocchi e Marcello Baraghini della Lista ippi, che si presenta alle elezioni politiche per rappresentare gli hippy italiani.
Negli anni Ottanta, si interessò di sciamanesimo e culture tradizionali, viaggiando in Giappone, Stati Uniti, Sud America e Australia.  Illustratore, pittore, saggista, organizzatore di eventi,  espose in Italia, Stati Uniti, Giappone, Paesi Bassi, Germania, Spagna e Svizzera, sia in luoghi istituzionali (come la Triennale di Milano) che in ambienti creativi anomali.
Nel corso degli anni seppe aggiornare continuamente l'immaginario psichedelico, riallacciando le fila sotterranee di una ricerca mistico-evoluzionista che non si è mai interrotta. La sua opera è un intreccio di echi provenienti simultaneamente da culture arcaiche, moderne tecniche di analisi psichica, ricerche scientifiche sulle attività della mente, il tutto opportunamente miscelato da robuste dosi di ironia.
Riuscì a fondere con abilità in un unico segno diverse tradizioni culturali, con uno stile che rimane a tutt'oggi estremamente elastico e magicamente visionario, capace di espandersi con incredibile rutilanza (pensiamo alle copertine dei dischi, alle impaginazioni editoriali, ma anche alle sue tele), così come di fissarsi in quelle deliziose e incisive icone (così aperte, ma stabili, insieme fresche e sicure) che rappresentano la sua produzione come illustratore.
Operò nel campo del design (Bruno Munari, Studio Mendini, Italo Rota, Alessandro Guerriero, Alberto Biagetti), del giornalismo (D-La Repubblica, Alias, Gap Japan, Zoom France, Wired, Vogue, Abitare) e della moda (Stephane Marais, Yoox, Vivienne Westwood, Malo, Biba).
Storico del costume e critico d'arte, pubblicò oltre cinquanta saggi sulle avanguardie storiche e sui movimenti creativi antagonisti. Era uno dei pochi artisti italiani presenti nel prestigioso volume Art of Modern Rock di Grushkin & King (2004).
(Albert Hofmann)
(Wes Wilson)
(Last Gasp News Letter)
(Luca Beatrice)

## Pubblicazioni
- Matteo Comix, 1974, Fallo!
- Taipi, 1978, Ottaviano
- Filastrocche per un anno, 1978, Ottaviano
- Jimi Hendrix, 1980, Rolling Stone
- Bob Dylan- Le risposte nel vento in formato poster, 1980, Ottaviano
- Arte Psichedelica e controcultura in Italia, 1988, Stampa Alternativa
- Fiammiferi-Match Boxes, 1989, Be-Ma
- Skate, Arte e Cultura delle Tavole su Ruote, 1990, Stampa Alternativa
- Born Again Pagan Travel Book, 1991, Papalagi
- Sweet Little Shake of Spine, 1992, Papalagi
- A Tribal Education, 1993, Papalagi
- 60/70 Stampa Underground in Italia, 1995, Stampa Alternativa
- Beat & Mondo Beat, 1996, Stampa Alternativa
- Almanacco psichedelico, 1996, Nautilus
- Smiling Shaman, 1996, Papalagi/COX18
- Provos, Amsterdam 1960 - 1967: Gli Inizi della Controcultura, 1997, AAA Edizioni)
- Summer of love, A Condensed Hipstory, 1997, Stampa Alternativa
- Paradiso psichedelico, Amsterdam 1967 - 1974: La Mecca degli Hippies, 1998, AAA Edizioni)
- Magickal Mystery Book. Visioni esoteriche intorno ai Beatles, 1998, Apogeo - Urrà
- Underground Italiana, 2000, Malatempora; Shake edizioni, ed. aggiornata, 2011
- Hippies, 2002, Malatempora
- Cosmic Playground, 2003, Jubal
- The Supper, 2003, COX 18
- Coautore di Elementi Davanti Alla Gran Dea 2004, Jubal
- Kaleidoscope - 1964/1974 Suoni e visioni della Psichedelia, 2004, Comune di Carpi
- Gioco, Magia e Anarchia, 2005, Cox18
- Almanacco della Pace 2006, Stampa Alternativa
- Vivienne Westwood - Shoes, 1973/2006, 2006, Damiani
- Anthology 2007, Gariazzo editore
- Ribelli con stile. Un secolo di mode radicali  2009, Shake edizioni, ISBN 978-88-88865-84-3.
- Psychedelic Heroes, 2010, Volo Libero
- Psichedelica, 2010, Shake edizioni
- Bob Dylan Fun Book, 2010, Volo Libero
- Re Nudo Pop Festival, 2010, Volo Libero
- Quelli che Milano..., con Giancarlo Ascari, 2011, Rizzoli
- Guernica Blues 2012, Shake edizioni, ISBN 9788897109211
- Dreamers and Dissenters, 2012, Volo Libero
- Barbarossa, 2012[3], Rizzoli
- Vivienne Westwood, 2014, Moleskine
- Sciamani, 2014, Shake edizioni
- Elio Fiorucci, 2014, Moleskine (Ristampa 24HCultura, 2016)
- Pirati, 24HCultura, 2015
- Bob Dylan Play Book, 2015, 24HCultura
- Punk Play Book, 2016, 24HCultura
- David Bowie Play Book, 2016, 24HCultura
- Fashion Sabotage, 2016, 24HCultura
- Hippy Revolution, 2017, 24HCultura
- Tutto ciò di cui hai bisogno è amore!, 2017, Shake Edizioni, ISBN 9788897109440
- Il Grande Libro della Psichedelia, 2017, Hoepli,  ISBN 978-88-203-8079-3
- Matite Visionarie, 2019, Postcart, ISBN 978-88-98391-87-5
- Dagli Abba a Zappa. I vestiti della musica, 2019, Centauria, ISBN 978-88-69-214271
- Jimi Hendrix, 2020, Comicout, ISBN 9788897926887
- Mix & Match, 2021, BUR Rizzoli, ISBN 9788817145824
- Malamoda, 2021, Milieu Edizioni, ISBN 978-88-31977-80-7
- Taipi, 2021, Comicout, ISBN 978-88-97926-82-5
- Quelli che Milano, edizione aggiornata, 2021, con Giancarlo Ascari, Bur Rizzoli, ISBN 978-88-17-04545-2
- Due disegni per Jova Beach Party Coloring Book, 2021, OPENWOR(L)DS, ISBN 978-8807341274
- Re Nudo Pop & Altri Festival. Il sogno di Woodstock in Italia 1968-1976, Nuova Edizione 2022, VoloLibero, ISBN 978-88-32085-38-9